# Остер, Кристиан
Кристиан Осте́р (фр. Christian Oster; род. 1949, Париж) — французский писатель, автор романов и детских сказок. Лауреат премии Медичи (1999).

## Биография и творчество
Кристиан Остер родился в 1949 году в Париже. Получил филологическое образование; работал надзирателем в лицее, продавцом в книжном магазине и корректором в издательстве. В качестве последнего сотрудничал с издательствами Atlas, Bordas, Larousse.
Остер начал писать в возрасте двадцати трёх лет. Некоторое время, будучи безработным, писал детективные романы для издательства Fleuve Noir. Роман Жана Эшноза «Чероки» стал для него откровением; ему захотелось писать «как Эшноз». В 1989 году в издательстве Minuit вышел его первый роман «Волейбол» (Volley-ball). Последующие произведения Остера также публиковались в Minuit, в том числе роман «Моя большая квартира» (Mon grand appartement), в 1999 году удостоенный премии Медичи. В 2001 году вышел роман «Домработница» (Une femme de ménage), по которому в 2002 году Клод Берри снял одноимённый фильм. Опубликовав в Minuit четырнадцать романов, в 2011 году Остер перешёл в издательство Olivier и впоследствии сотрудничал с ним.
Кристиана Остера обычно относят к группе писателей-«минималистов», или «бесстрастных», в число которых входят также Жан Эшноз, Жан-Филипп Туссен, Эрик Шевийяр. Для них характерны камерность повествования, выстроенного вокруг какого-либо незначительного события, ироничность, минимальное использование тропов. Литературный критик Норбер Чарни (Norbert Czarny), называя Остера «превосходным прозаиком», писал о нём: «Одной лишь силой своего стиля он творит миры, одновременно непривычные и обыденные, странные и реалистичные. Миры, открытые всем возможностям». Герои романов Остера — обыкновенные люди, живущие обыкновенной жизнью, будучи с ней не в ладах; ранимые и тревожные, они ищут и не находят себя, наблюдая словно бы со стороны собственное существование. Одна из центральных его тем — формы существования любви в постромантическом и постмодернистском мире: одинаково далёкая от сентиментальности и страсти, эта любовь коренится в обыденности повседневных жестов и ритуалов. По словам самого Остера, все его книги повествуют «о поиске любви, потребности в ней и её утрате».
Остер известен также как детский писатель: в издательстве École des loisirs вышло более тридцати его книг, написанных для детей и юношества. Основной его жанр — сказка, с традиционным, на первый взгляд, составом персонажей (короли, королевы, принцы, феи, великаны, людоеды…), привычным сказочным бестиарием и местом действия (лес, замок…). Однако в своих сказках Остер нарушает все условности жанра, создавая причудливый, странный, но внутренне логичный мир, в котором «всё наоборот». Сам писатель замечал, что детская литература для него — «пространство свободы, почти спонтанного творчества, столь же необходимое, как те долгие путешествия, в которые пускается пишущий роман».